# Religiose della Purezza di Maria Santissima

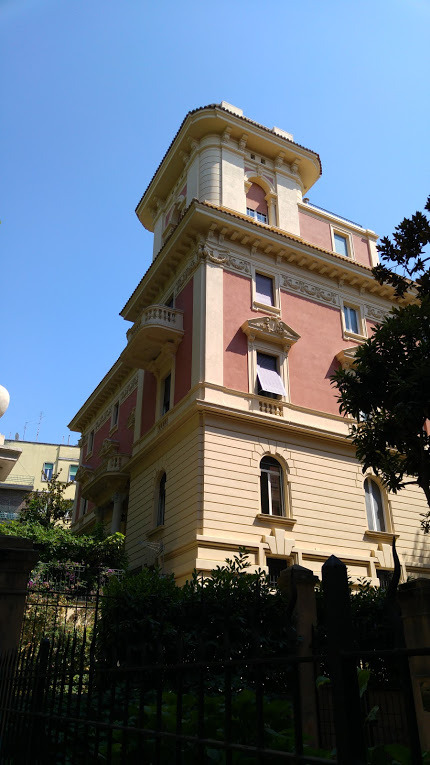
Istituto religioso della purezza di Maria Santissima in Roma, viale Parioli 49-51

Le Religiose della Purezza di Maria Santissima (in spagnolo Religiosas de la Pureza de María Santísima) sono un istituto religioso femminile di diritto pontificio: le suore di questa congregazione pospongono al loro nome la sigla R.P.

## Storia
La congregazione deriva dal collegio femminile della Purità di Maria, sorto a Palma di Maiorca nel 1809. In origine tale istituzione godette di grande prestigio, tanto da essere decorato da re Ferdinando VII con il titolo di "Reale" (1829), ma nella seconda metà dell'Ottocento iniziò a decadere: nel 1870 Miguel Salvá Munar, vescovo di Maiorca, ne affidò la gestione alla giovane vedova Gaietana Alberta Giménez i Adrover che, con l'aiuto del canonico Tomás Rullán Bosch, vi fondò una congregazione di religiose insegnanti.
Le religiose della Purezza di Maria ricevettero l'approvazione diocesana il 2 agosto 1892 e il pontificio decreto di lode il 6 maggio 1901.

## Attività e diffusione
Le suore si dedicano principalmente all'istruzione e all'educazione cristiana della gioventù; la loro spiritualità è ignaziana e le loro costituzioni si basano su quelle della Compagnia di Gesù.
Sono presenti in Europa (Spagna, Italia), nelle Americhe (Colombia, Nicaragua, Panama, Venezuela) e in Repubblica Democratica del Congo; la sede generalizia è a Sant Cugat del Vallès, in Catalogna.
Alla fine del 2008 la congregazione contava 296 religiose in 29 case.

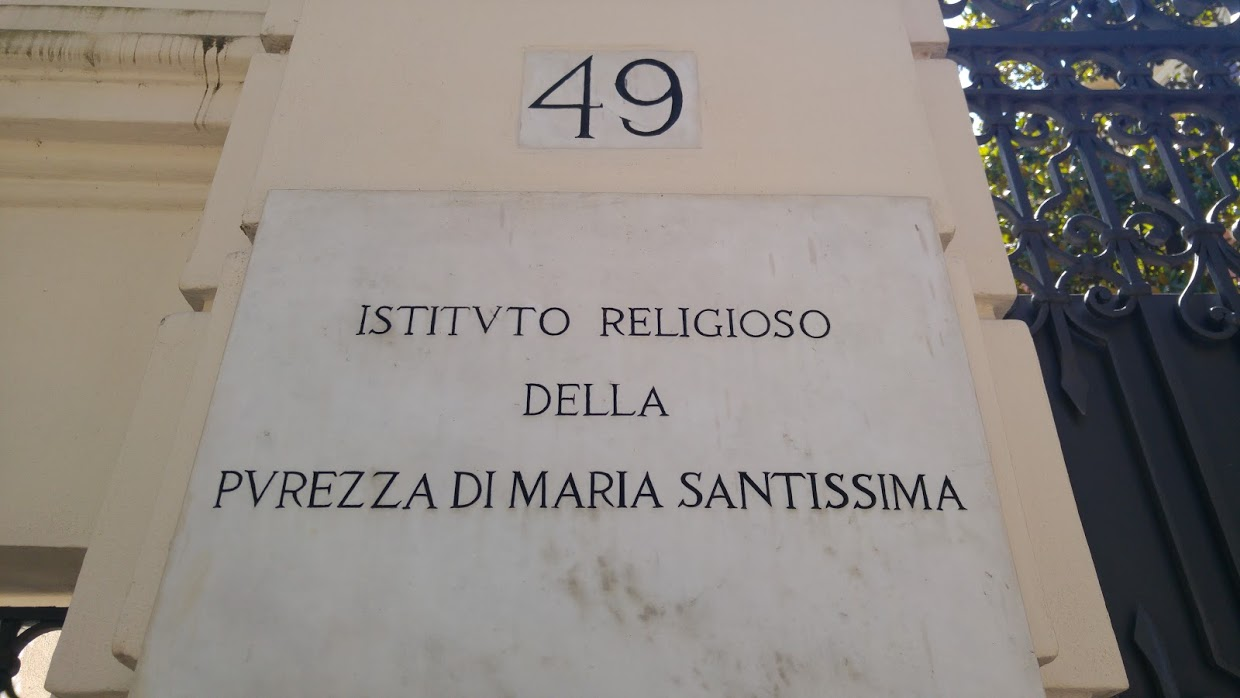